# Anna Brożek
Anna Brożek (Tarnów, 27 de marzo de 1995) es una deportista polaca que compite en escalada. Ganó una medalla de plata en el Campeonato Mundial de Escalada de 2018, en la prueba de velocidad.

## Palmarés internacional
| Campeonato Mundial | Campeonato Mundial  | Campeonato Mundial | Campeonato Mundial |
| Año                | Lugar               | Medalla            | Prueba             |
| ------------------ | ------------------- | ------------------ | ------------------ |
| 2018               | Innsbruck (Austria) | Medalla de plata   | Velocidad          |